# Brano Đukanović
Brano Đukanović (in serbo Брано Ђукановић?; Belgrado, 21 marzo 1995) è un cestista serbo.